# White Shadows in the South Seas
White Shadows in the South Seas is een Amerikaanse dramafilm uit 1928 onder regie van W.S. Van Dyke en Robert J. Flaherty. Het scenario is gebaseerd op de gelijknamige roman uit 1919 van de Amerikaanse auteur Frederick O'Brien. Destijds werd de film in Nederland uitgebracht onder de titel Witte schaduwen van de Zuidzee.

## Verhaal
Dokter Matthew Lloyd komt in opstand tegen de uitbuiting van de parelduikers op een eiland in het Stille Zuidzeegebied. Hij wordt door kooplui opgesloten op een zinkend schip. Hij spoelt aan op een eiland waarvan de bewoners nog nooit in aanraking zijn geweest met blanken. Daar wordt hij al gauw verliefd op een van de inboorlingen.

## Rolverdeling
| Acteur          | Personage         |
| --------------- | ----------------- |
| Monte Blue      | Dr. Matthew Lloyd |
| Raquel Torres   | Fayaway           |
| Robert Anderson | Sebastian         |
| Renee Bush      | Lucy              |
| Dorothy Janis   |                   |
| Napua           | Inboorling        |

## Prijzen en nominaties
| Jaar | Prijs  | Categorie        | Genomineerde(n) | Uitslag  |
| ---- | ------ | ---------------- | --------------- | -------- |
| 1930 | Oscars | Beste camerawerk | Clyde De Vinna  | Gewonnen |